# Petro Oliejnyk
Petro Mikhailovitsj Oliejnyk (Oekraïens: Петро Михайлович Олійник) (Novovarvarivka (Kraj Primorje), 10 juli 1957 - Oostenrijk, 10 februari 2011) was een Oekraïens politicus. 
Hij studeerde af aan de Universiteit voor mijnbouw in Dnjepropetrovsk. Hij was lange tijd directeur van diverse Oekraïense fabrieken. Van april 2002 tot maart 2005 was hij lid van de Verchovna Rada (het Oekraïense parlement) en van augustus 2005 tot februari 2008 was hij de voorzitter van het Lviv Gewestelijk Bestuur (Львівська обласна державна адміністрація). Ook was hij een lid van de Volksbeweging van Oekraïne. 